# María de los Angeles Moreno
María de los Ángeles Moreno Uriegas (* 15. Januar 1945 in Mexiko-Stadt; † 27. April 2019) war eine mexikanische Politikerin des Partido Revolucionario Institucional (PRI), die unter anderem zwischen 1988 und 1991 Fischereiministerin (Secretaria de Pesca), 1992 kurzzeitig Präsidentin des Abgeordnetenhauses (Cámara de Diputados) sowie von 1994 bis 1995 Präsidentin des PRI war.

## Leben
María de los Ángeles Moreno Uriegas, Tochter von Manuel Moreno and Amalia Uriegas Sánchez, begann nach dem Schulbesuch ein Studium der Wirtschaftswissenschaften an der Nationalen Autonomen Universität von Mexiko (UNAM), welches sie mit einem Bachelor beendete. Danach absolvierte sie ein postgraduales Studium am Internationalen Institut für Sozialkunde ISS der Erasmus-Universität Rotterdam. 1970 wurde sie Mitglied der Partido Revolucionario Institucional (PRI). Innerhalb der Partei war sie als stellvertretende Direktorin des Instituts für politische und wirtschaftliche Studien IEPES (Instituto de Estudios Políticos y Económicos) sowie als Vizepräsident der Liga der Revolutionären Ökonomen (Liga de Economistas Revolucionarios). Des Weiteren engagierte sie sich als Mitglied des Beirats des Nationalen Bauernbundes (Confederación Nacional Campesina) und auch als Mitglied des Beirates sowie der Ehren- und Justizkommission des Nationalen Exekutivkomitees der PRI. Sie war außerdem zwischen 1982 und 1986 Unterstaatssekretärin für Programme und Haushalt im Ministerium für städtische und ökologische Entwicklung (Secretaría de Desarrollo Urbano y Ecología).
Am 1. Dezember 1988 wurde María de los Angeles Moreno von Präsident Carlos Salinas de Gortari als Fischereiministerin (Secretaria de Pesca) in dessen Kabinett berufen und bekleidete dieses Ministeramt bis zum 16. Mai 1991, woraufhin Guillermo Jiménez Morales ihre Nachfolge antrat. Am 1. November 1991 wurde sie Mitglied des Abgeordnetenhauses (Cámara de Diputados), des Unterhauses des Kongresses der Union (Congreso General de los Estados Unidos Mexicanos), dem sie für die PRI für eine Legislaturperiode bis zum 31. Oktober 1994 angehörte. Während dieser Legislaturperiode löste sie am 1. November 1992 Gustavo Carvajal Moreno als Präsidentin des Abgeordnetenhauses ab. Allerdings bekleidete sie das Amt der Parlamentspräsidentin nur einen Monat bis zum 30. November 1992 und wurde daraufhin von Guillermo Pacheco Pulido abgelöst. Im Anschluss war sie von 1991 bis 1994 Vorsitzende des Ausschusses für Programme, Haushalt und öffentliche Konten (Comisión de Programación, Presupuesto y Cuenta Pública) sowie 1993 Parlamentarische Geschäftsführerin der PRI im Abgeordnetenhaus. 1994 wurde sie Nachfolgerin von José Francisco Ruiz Massieu als Generalsekretärin der PRI und übte diese Funktion bis Dezember 1994 aus, woraufhin Pedro Joaquín Coldwell ihr Nachfolger wurde.
María de los Angeles Moreno wurde am 1. November 1994 für die PRI im Distrito Federal, dem Hauptstadtbezirk von Mexiko-Stadt, erstmals zum Mitglied des Senats (Senado de México) gewählt, des Oberhauses des Kongresses der Union, und gehörte diesem für eine sechsjährige Legislaturperiode bis zum 31. August 2000 an. Als Nachfolgerin von Ignacio Pichardo Pagaza wurde sie als erste Frau am 4. Dezember 1994 als Presidenta del Comité Ejecutivo Nacional del Partido Revolucionario Institucional auch Präsidentin der PRI und behielt diese Funktion bis zu ihrer Ablösung durch Santiago Oñate Laborde am 18. August 1995. Sie war nach ihrem Ausscheiden aus dem Senat von 2000 bis 2003 Mitglied der Legislativversammlung des Hauptstadtbezirks (Asamblea Legislativa del Distrito Federal). 2006 wurde sie Präsidentin der PRI in Mexiko-Stadt. Am 1. September 2006 wurde sie auf der Liste der PRI wieder zum Mitglied des Senats gewählt und gehörte diesem für eine weitere sechsjährige Wahlzeit bis zum 31. August 2012 an. Zuletzt war sie zwischen 2013 und 2016 wieder Mitglied der Legislativversammlung des Hauptstadtbezirks.